# София (Пензенская область)
София — село в Лунинском районе Пензенской области. Входит в состав Большевьясского сельсовета.

## География
Село расположено в северной части области на расстоянии примерно в 32 километрах по прямой к северо-востоку от районного центра Лунино.
Часовой пояс
Село София как и вся Пензенская область, находится в часовой зоне МСК (московское время). Смещение применяемого времени относительно UTC составляет +3:00.

## Население
| 1864 | 1911 | 1926 | 1930 | 1959 | 1979 | 1989 |
| ---- | ---- | ---- | ---- | ---- | ---- | ---- |
| 396  | ↗720 | ↘684 | ↗719 | ↘328 | ↘214 | ↘144 |
| 1996 | 2002 | 2010 |      |      |      |      |
| ↘119 | ↘82  | ↘32  |      |      |      |      |

Национальный состав
Согласно результатам переписи 2002 года, в национальной структуре населения русские составляли 100 % из 82 чел..